# Linconia
Linconia es un género   de plantas   perteneciente a la familia Bruniaceae.   Comprende 8 especies descritas.

## Taxonomía
El género fue descrito por Carlos Linneo y publicado en Mantissa Plantarum 2: 147, 216. 1771. La especie tipo es: Linconia alopecuroides

## Especies
| - Linconia alopecuroides - Linconia capitata - Linconia cuspidata - Linconia deusta | - Linconia ericoides - Linconia peruviana - Linconia tamariscina - Linconia thymifolia |